# 初转法轮
初轉法輪，佛教術語，一般來說，指釋迦牟尼成佛之後，在鹿野苑為阿若憍陳如等五比丘第一次宣說佛法。在此次說法中，釋迦牟尼三次宣說四聖諦，被稱為轉法輪、三轉法輪，或三轉十二行相；根據如來藏學派的說法，此次稱為初轉法輪，宣說二乘（“小乘”）教法。
因此，初轉法輪可以指：
- 三轉法輪中的首次說法，又稱為示轉四聖諦。
- 釋迦牟尼首次宣說佛法，以二乘為主。

## 由來
釋迦牟尼佛本名悉達多·喬達摩，原是釋迦族的王子，他在出家修行後，有五位宮內隨從一同出家，出家和尚也稱為比丘，不過悉達多之後放棄苦行苦修，而遭到五位比丘的誤會，認為他因為受不了苦而放棄，因而棄他而去，之後悉達多在菩提樹下獲得覺悟，覺悟之後也就稱為佛陀，悟得正覺後他正在思考是否該向世人說明如此難理解、體會的法理，這時大梵天王（也稱：梵天）向他請求為世人宣說此一成佛之法，佛陀接受後開始找尋需要、期望聽法的人。
一開始佛陀想向阿羅羅迦摩羅說法，不過在得知阿羅羅迦摩羅已於七天前過世後只好放棄，接著想找鬱陀羅摩羅子，但他也於一天前過世，之後則想起跟隨其出家的五比丘。在前往五比丘所在的鹿野苑（位在迦國波羅奈城的郊外）途中，佛陀又遇到了外道的優波迦，不過優波迦無意聽取佛法，最後找到五位比丘後，五位比丘起初依然在意他的棄苦之行，但之後在聽取佛法而為之改觀，成為佛陀成道後第一次向人宣說佛法，此稱為「初轉法輪」，而首次宣說的內容主要為中道、四聖諦、八正道。不过，佛陀成道後決定宣說的版本也各有不同，除前述的梵天之請外，另一是魔王波旬在阻礙其得道不成後，勸請佛陀立即離世間而入涅槃，而佛陀則拒絕波旬的建議，堅持向世人宣說佛法。

## 註腳
1. ↑  大正藏《大般涅槃經》卷下佛說：「須跋陀羅！我年二十有九，出家學道，三十有六，於菩提樹下，思八聖道究竟源底，成阿耨多羅三藐三菩提，得一切種智。即往波羅捺國鹿野苑中仙人住處，為阿若憍陳如等五人，轉四諦法輪，其得道跡。爾時始有沙門之稱，出於世間福利眾生。須跋陀羅！當知我法能得解脫，如來實是一切種智。」
2. ↑  . 佛陀教育基金會.   [2010-11-30]. （原始内容存档于2010-09-16） （中文（臺灣））. 關於釋迦牟尼成佛時的年齡，眾說紛紜，有說三十歲，有說三十五歲。他覺悟的第一個答案就是“眾生平等”。這一點聽起來似乎很容易理解，但佛陀所說的“平等” 並不是表相上的“平等”，而是指“眾生本來就具有的與佛相同的智慧德相……
3. ↑  編著／莊春江. . 台灣高雄、美國紐約: 正信佛青會、美國佛教會.   [2010-11-30]. ISBN 957-41-0839-2. （原始内容存档于2016-03-04） （中文（繁體））. 有一次，佛陀在憍薩羅國首都舍衛城南郊的祇樹給孤獨園，告訴比丘們說：「比丘們！當我在菩提樹下證知：我的解脫已穩固而不可動搖，這是我最後之生，此後我不會再有新的來生了。那時，我想，我所證知的緣起法與涅槃境界，深徹而難知難解，寧靜崇高而難證，而世人只欣樂『阿賴耶』，如果我教導他們這些真理，他們是不會瞭解的，只有徒增我的疲勞與困擾而已，我還是不說的好……
4. ↑  依據《本生經》所言，佛陀的前生曾為鹿王，其活動棲息處也就在鹿野苑，与此处有缘。

## 外部來源
- 性空法師.  (PDF). 台灣省嘉義市: 香光書鄉. 民92  [2010-11-30]. ISBN 957-8397 17-8. （原始内容存档 (PDF)于2011-11-25） （中文（繁體））.